# Plünderung von Şamaxı
Die Plünderung von Şamaxı ereignete sich im Jahre 1721, als sunnitische Rebellen aus dem Volk der Lesgier die Hauptstadt der damaligen Provinz Schirwan (heutige Republik Aserbaidschan) angriffen. Die ursprünglich erfolgreichen Maßnahmen zum Schutz der Stadt wurden von den persischen Truppen abgebrochen, so dass die ungeschützte Stadt von 15.000 lesgischen Kämpfern eingenommen wurde, die die schiitische Bevölkerung massakrierten und die Stadt plünderten.
Bei der Plünderung der Stadt kamen auch russische Händler ums Leben. Dies lieferte den Vorwand für Russland, den Russisch-Persischen Krieg (1722–1723) zu beginnen, in dessen Folge Persien große Gebiete entlang der kaspischen Küste an Russland abtreten musste. Der Handel zwischen Russland und Persien kam zum Erliegen, die Wolga-Handelsroute endete hinfort in Astrachan.

## Vorgeschichte

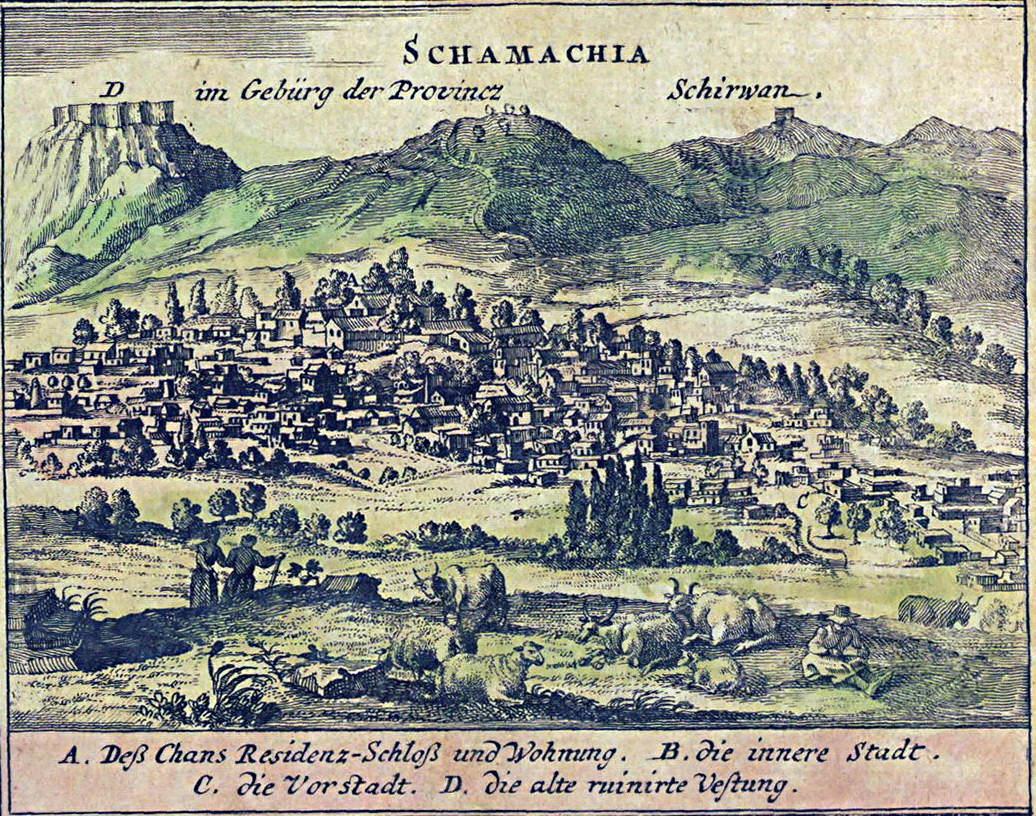
Şamaxı im Jahre 1683 auf einer Zeichnung von Engelbert Kaempfer, erschienen 1734 im Atlas von Johann Baptist Homann

Zu Beginn des 18. Jahrhunderts befand sich das einstmals glänzende Reich der Safawiden im Niedergang. Es gab Aufstände und Rebellionen an allen Enden des Landes, der Wille des Schah wurde nicht mehr befolgt. Schah Sultan Hosein war ein schwacher Herrscher der zwar humaner und toleranter als sein oberster Mullah sein wollte, in wichtigen Staatsangelegenheiten jedoch stets den Empfehlungen seiner Ratgeber folgte. Abgesehen von gelegentlichen Jagdausflügen blieb er in der Nähe seiner Hauptstadt Isfahan und zeigte sich nur den engsten Höflingen. Da er von dem, was im Land wirklich passierte, keine Ahnung hatte, verließ er sich in den Regierungsgeschäften auf die obersten Religionsgelehrten, insbesondere Muhammad Bāqir al-Madschlisī. Dieser hatte bereits unter dem Vorgänger von Sultan Hosein, Sulaiman I., bedeutenden politischen Einfluss besessen. Er veranlasste die Verfolgung von sunnitischen und sufistischen Einwohnern, aber auch die Verfolgung der nicht-muslimischen Minderheiten Persiens wie der Christen, Juden und Zoroastrier, wobei die Christen, vornehmlich Armenier, den Repressionen weniger ausgesetzt waren als die anderen Minderheiten. Sultan Hosein persönlich zeigte zwar den Christen gegenüber keine persönliche Feindschaft, unter dem Einfluss schiitischer Geistlicher, insbesondere von al-Madschlisī, gab er „ungerechte und intolerante Dekrete“ heraus. Die religiösen Spannungen zum Ende der Zeit der Safawiden trugen viel zu den Revolten von Sunniten in mehreren Gebieten des Reiches bei. Schirwan war ein Beispiel dafür, denn hier waren sunnitische Geistliche umgebracht, religiöse Schriften zerstört und sunnitische Moscheen in Ställe umgewandelt worden.
Die Sunniten im Nordwesten des damaligen Persien, in den Provinzen Schirwan und Dagestan, waren von der Verfolgung während der Regierungszeit von Sultan Hosein stark betroffen. Im Jahre 1718 wurden Einfälle der Lesgier in Schirwan häufiger, wobei Gerüchte umgingen, dass die Lesgier dazu von Großwesir Fath-Ali Khan Daghestani angestachelt wurden. Der russische Botschafter in Persien, der sich 1718 in Şamaxı aufhielt, berichtete, dass die lokalen Machthaber den Großwesir als Untreuen bezeichneten, seine Anordnungen als ungültig betrachteten und die Autorität des Schahs in Frage stellten. Der Italiener Florio Beneveni, der im diplomatischen Korps der Russen tätig war, berichtete, dass die Einwohner von Şamaxı gegen die Regierung aufbegehrten, weil sie große Geldsummen von ihnen eintrieb. Die Raubzüge, Einfälle und Plünderungen gingen weiter, im April des gleichen Jahres nahmen die Lesgier das Dorf Ak Tashi nahe Nizovoi ein, nachdem sie auf der Straße nach Şamaxı 40 Dorfbewohner entführt und eine Karawane ausgeraubt hatten. Auch für die Zeit danach gibt es zahlreiche Berichte über die Aktivitäten der Rebellen.

## Angriff und Plünderung

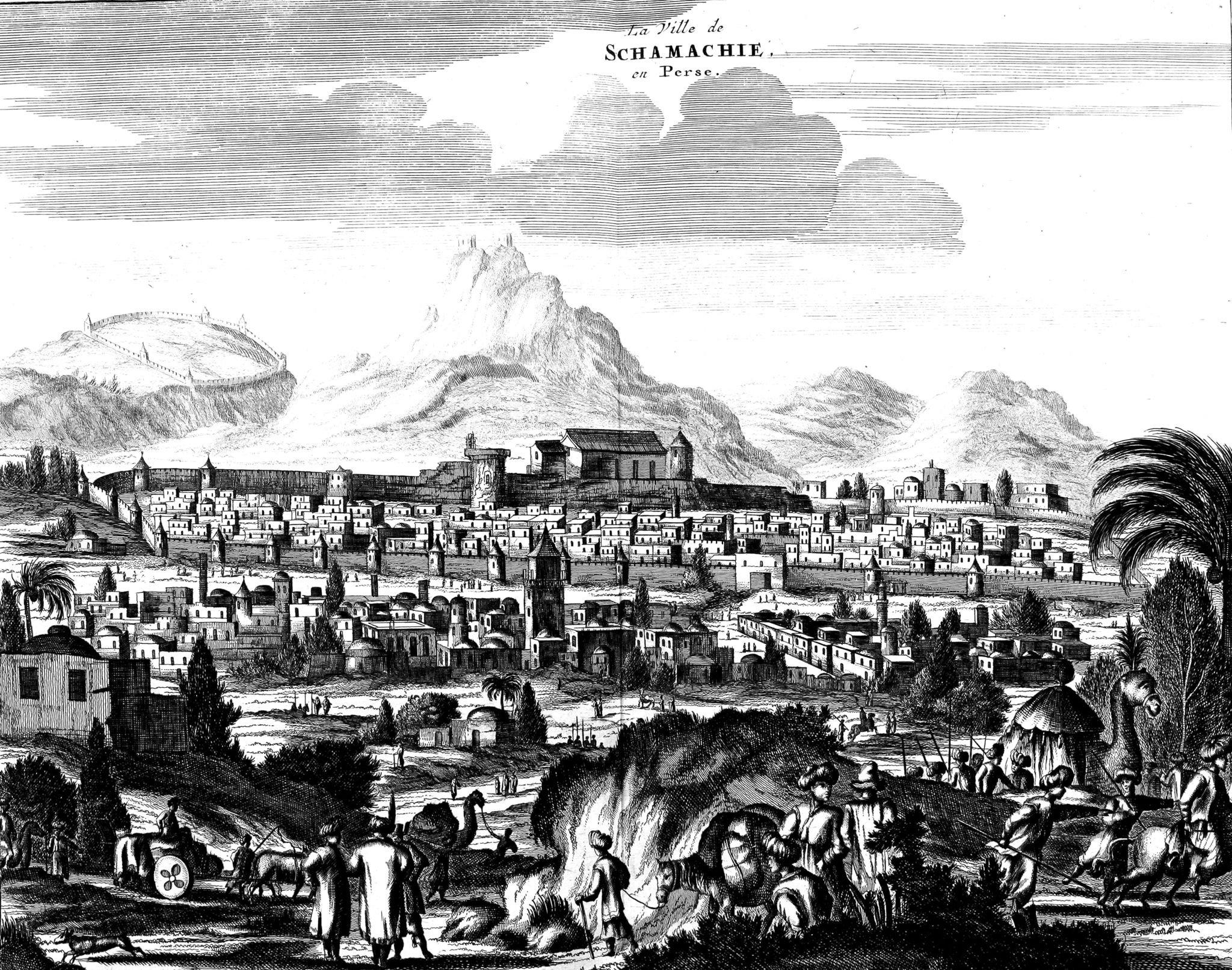
Abbildung „La Ville de Schamachie en Perse“, 1729 von Pieter van der Aa veröffentlicht

Anfang Mai 1718 hielten sich etwa 17.000 Lesgier in etwa 20 Kilometern Entfernung von Şamaxı auf, wo sie Siedlungen plünderten. Im Jahre 1719 wurde der Oberkommandierende für Georgien Wachtang VI. beauftragt, sich der Rebellion der Lesgier entgegenzustellen. Er marschierte mit seinen Truppen und Unterstützung aus Kachetien und Schirwan in Richtung Dagestan und konnte die Lesgier aufhalten; im Winter 1721 wurde er im entscheidenden Moment des Feldzuges plötzlich zurückgerufen. Dieser Befehl erfolgte nach dem Fall von Großwesir Fath-Ali Khan Daghestani auf Betreiben der Eunuchen am königlichen Hof, die der Meinung waren, dass ein erfolgreiches Ende des Feldzuges dem Safawidenreich mehr schaden als nutzen würde. Sie fürchteten, dass der Wālī Wachtang VI. ein Bündnis mit Russland eingehen könnte, um gemeinsam gegen Persien ins Feld zu ziehen. Zur gleichen Zeit, im August 1721, ließ Schah Sultan Hosein den Daud Khan, rebellischer Fürst der Lesgier und sunnitischer Geistlicher, auch Daud Beg, Hadschi Daud oder Hadschi Daud Beg genannt, aus dem Kerker in der safawidischen Stadt Derbent befreien. Diese Entscheidung wurde kurz nach der afghanischen Invasion in das persische Kernland gefällt. Sultan Hosein und seine Regierung hatten gehofft, dass Daud Khan und seine dagestanischen Verbündeten ihnen helfen würden, die Rebellion im Osten des Reiches zu bekämpfen. Stattdessen setzte sich Daud Khan an die Spitze eines Bündnisses aus mehreren Stämmen mit dem Ziel, die safawidischen Truppen und die schiitischen Einwohner zu bekämpfen, wobei sie letzten Endes gegen die Handelsstadt Şamaxı zogen.
Kurz vor der Belagerung hatten die Sunniten der Provinz Schirwan das Osmanische Reich um Hilfe gegen die Safawiden, die Erzfeinde der Türken, gebeten. Der lesginische Stammesverbund mit 15.000 Kämpfern, zu denen mittlerweile Surkhay Khan von den Laken gestoßen war, begann am 15. August 1721, Şamaxı zu belagern. Nachdem sunnitische Stadtbewohner eines der Stadttore für die Belagerer geöffnet hatten, wurden tausende schiitische Einwohner, darunter auch die Verwalter der Stadt, massakriert, während Christen und Ausländer „nur“ ausgeraubt wurden. Auch einige russische Händler wurden getötet. Die Geschäfte zahlreicher russischer Händler wurden geplündert, wodurch diese hohe Schäden erlitten. Die Höhe der Schäden wird mit einer halben Million Rubel oder 70.000 bis 100.000 Toman angegeben, Behauptungen, die Russen hätten 400.000 Toman verloren, sind als Übertreibungen zu betrachten, um einen Kriegsgrund zu haben. Schäden von 60.000 Toman werden als realistisch bezeichnet. Unter den geschädigten Händlern war auch Matwei Ewreinow, der angeblich wohlhabendste Händler Russlands, der riesige Verluste gemacht haben soll. Der safawidische Statthalter und seine Verwandten wurden „vom Mob in Stücke gehackt und den Hunden vorgeworfen“. Nachdem die Provinz komplett von den Rebellen eingenommen worden war, wandte sich Daud Khan an die Russen, um um Protektion zu bitten, und erklärte dem Zaren seine Gefolgschaft. Er wurde zurückgewiesen. Sein zweiter Versuch, die Protektion des Osmanischen Reiches zu erhalten, war erfolgreich. Er wurde vom Sultan zum osmanischen Statthalter für Schirwan ernannt.

## Folgen
Artemi Wolynski berichtete Zar Peter dem Großen, dass russische Händlern große Schäden zugefügt worden waren. Er hielt fest, dass dieses Ereignis einen klaren Verstoße gegen den russisch-persischen Handelsvertrag von 1717 darstelle, weil sich Persien in diesem Vertrag zum Schutz russischer Staatsbürger auf persischem Staatsgebiet verpflichtet hatte. Wolynski drängte den Zaren zum Angriff auf Persien mit dem Vorwand, als Verbündeter des Schah die Ordnung wiederherzustellen. Russland benutzte den Angriff auf seine Händler in Şamaxı als Vorwand, um im Jahre 1722 den Russisch-Persischen Krieg zu beginnen. Auch der Handel kam zum Stillstand, die Wolga-Handelsroute endete hinfort in Astrachan.